# Нейрексин
Нейрексины — полиморфные мембранные белки, экспрессируемые в нейронах. Открыты в 1992 году. Геномы Drosophila melanogaster и Caenorhabditis elegans содержат по одному гену, кодирующему только альфа-тип белка. У млекопитающих, в том числе мыши и человека, известно три гена нейрексинов: NRXN1, NRXN2, NRXN3, каждый из которых имеет два независимых промотора, в результате чего порождается два типа белков: более крупные альфа-нейрексины, и бета-нейрексины, отличающиеся также конфигурацией внеклеточного участка. Гены нейрексинов человека велики (до 1.62 Mb), один только NRXN3 занимает почти 2 % 14й хромосомы. Более того, исключительно эволюционно-консервативный и разнообразный альтернативный сплайсинг порождает множество форм белка: по одной оценке, число их разновидностей в мозге превышает 2000.

## Клиническое значение
Сбой взаимодействий нейрексинов с нейролигинами может играть роль в патогенезе расстройств аутистического спектра и когнитивных отклонений.